# Rhodactis bryoides
Rhodactis bryoides is een Corallimorphariasoort uit de familie van de Discosomatidae. De wetenschappelijke naam van de soort is voor het eerst geldig gepubliceerd in 1893 door Haddon & Shackleton.